# Rayne (Louisiana)
Rayne ist eine City im Acadia Parish in Louisiana, Vereinigte Staaten. Das U.S. Census Bureau hat bei der Volkszählung 2020 eine Einwohnerzahl von 7.236 ermittelt.

## Geographie
Raynes geographische Koordinaten lauten 30° 14′ N, 92° 16′ W (30,237379, -92,268175).
Nach den Angaben des United States Census Bureaus hat die City eine Gesamtfläche von 9,0 km², wovon 9,0 km² auf Land und 0,29 % auf Gewässer entfallen.

## Demographie

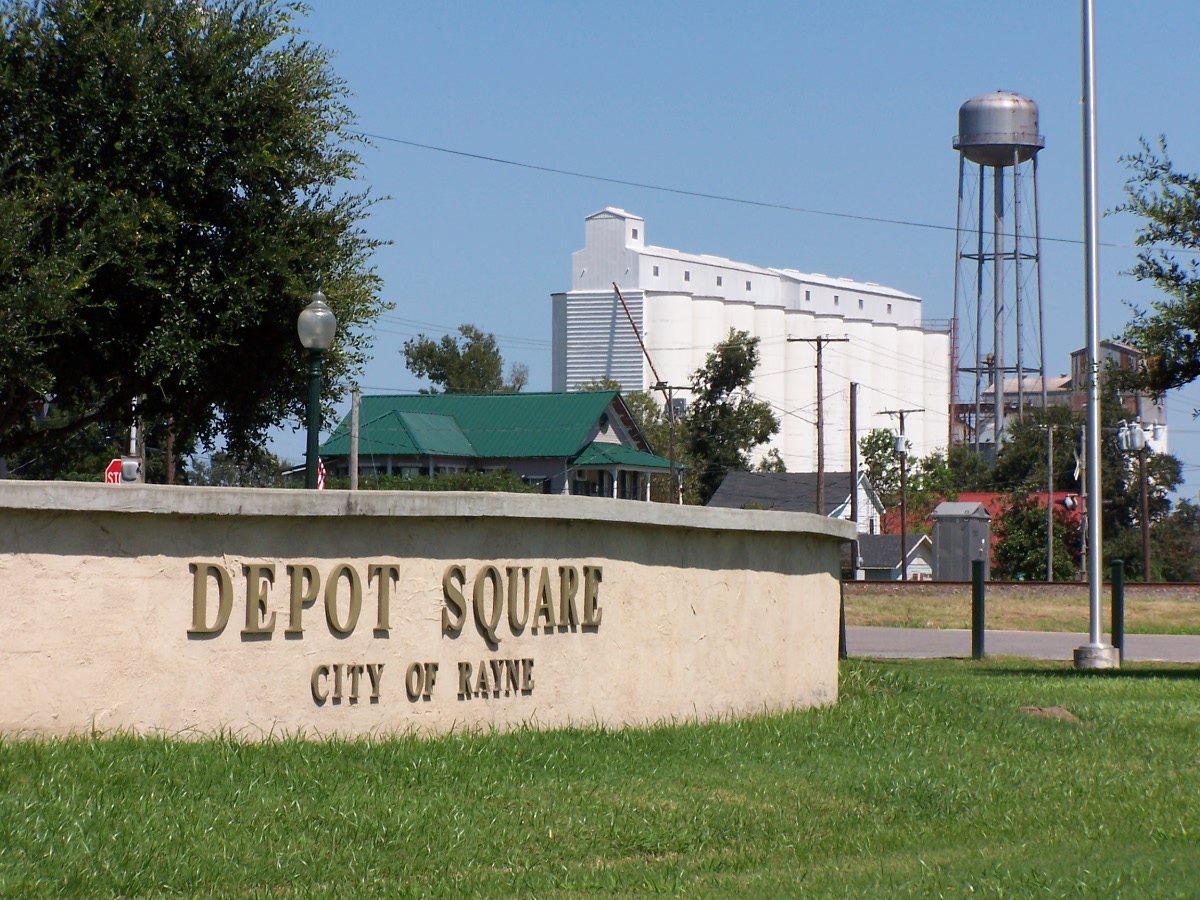
Depot Square mit einer der Reismühlen Raynes im Hintergrund.

Zum Zeitpunkt des United States Census 2000 bewohnten Rayne 8552 Personen. Die Bevölkerungsdichte betrug 957,1 Personen pro km². Es gab 3480 Wohneinheiten, durchschnittlich 389,5 pro km². Die Bevölkerung Raynes bestand zu 65,55 % aus Weißen, 33,52 % Schwarzen oder African American, 0,11 % Native American, 0,16 % Asian, 0 % Pacific Islander, 0,19 % gaben an, anderen Rassen anzugehören und 0,47 % nannten zwei oder mehr Rassen. 0,81 % der Bevölkerung erklärten, Hispanos oder Latinos jeglicher Rasse zu sein.
Die Bewohner Raynes verteilten sich auf 3183 Haushalte, von denen in 35,2 % Kinder unter 18 Jahren lebten. 45,1 % der Haushalte stellten Verheiratete, 20,5 % hatten einen weiblichen Haushaltsvorstand ohne Ehemann und 30,0 % bildeten keine Familien. 26,7 % der Haushalte bestanden aus Einzelpersonen und in 11,7 % aller Haushalte lebte jemand im Alter von 65 Jahren oder mehr alleine. Die durchschnittliche Haushaltsgröße betrug 2,64 und die durchschnittliche Familiengröße 3,22 Personen.
Die Bevölkerung verteilte sich auf 29,6 % Minderjährige, 9,1 % 18–24-Jährige, 27,0 % 25–44-Jährige, 20,7 % 45–64-Jährige und 13,6 % im Alter von 65 Jahren oder mehr. Das Durchschnittsalter betrug 34 Jahre. Auf jeweils 100 Frauen entfielen 85,1 Männer. Bei den über 18-Jährigen entfielen auf 100 Frauen 78,5 Männer.
Das mittlere Haushaltseinkommen in Rayne betrug 22.369 US-Dollar und das mittlere Familieneinkommen erreichte die Höhe von 27.991 US-Dollar. Das Durchschnittseinkommen der Männer betrug 27.140 US-Dollar, gegenüber 14.980 US-Dollar bei den Frauen. Das Pro-Kopf-Einkommen belief sich auf 12.588 US-Dollar. 29,5 % der Bevölkerung und 24,5 % der Familien hatten ein Einkommen unterhalb der Armutsgrenze, davon waren 38,2 % der Minderjährigen und 24,7 % der Altersgruppe 65 Jahre und mehr betroffen.